# Gräberfeld von Stenehed

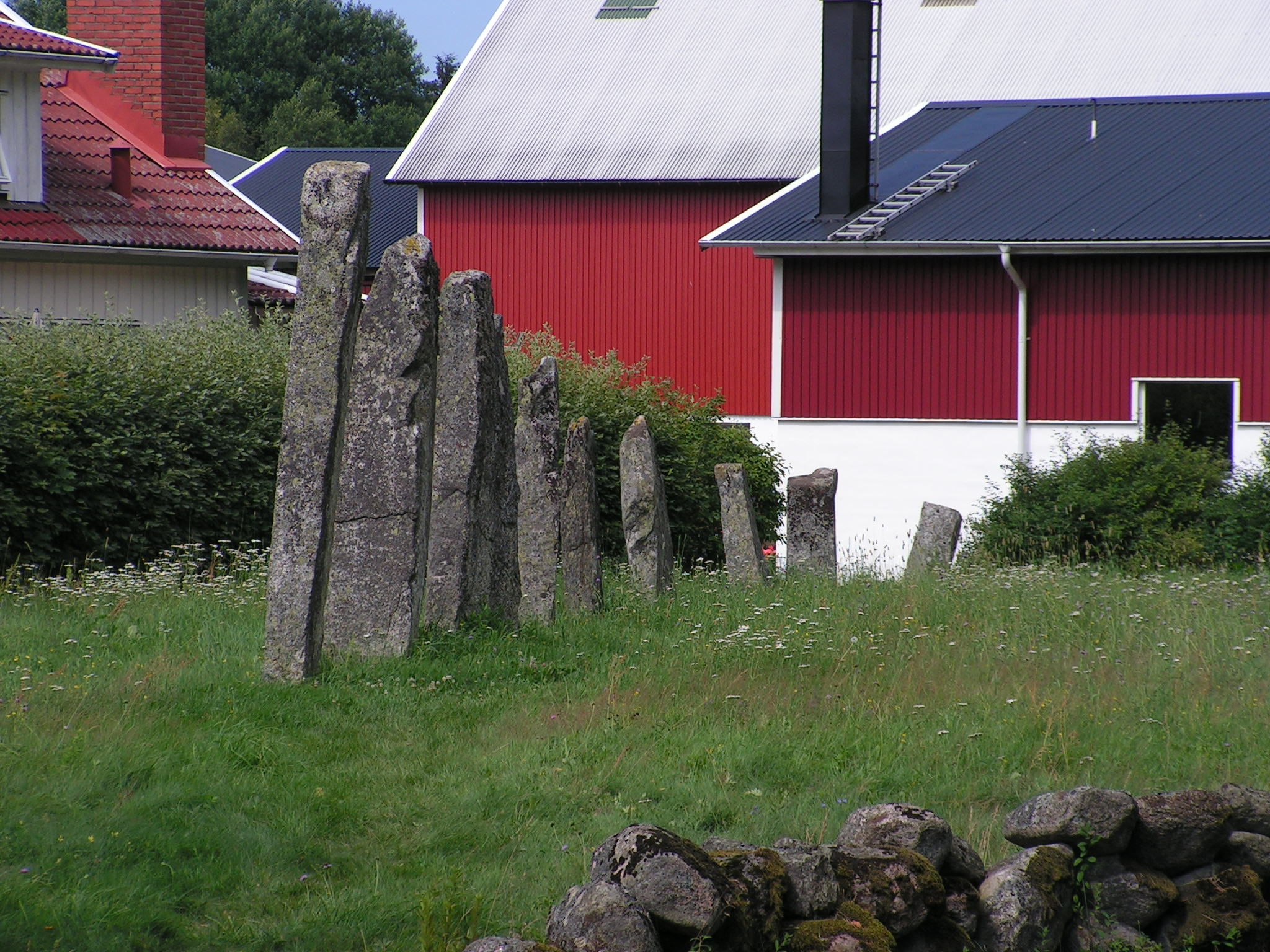
Die Steinreihe

Das eisenzeitliche Gräberfeld von Stenehed liegt etwa einen Kilometer südwestlich von Hällevadsholm, beiderseits des Stenehedsvägen, in der schwedischen Gemeinde Munkedal in Bohuslän. Das Gräberfeld ist nicht zu verwechseln mit der wesentlich größeren Schiffssetzung Stenhed in Schonen.

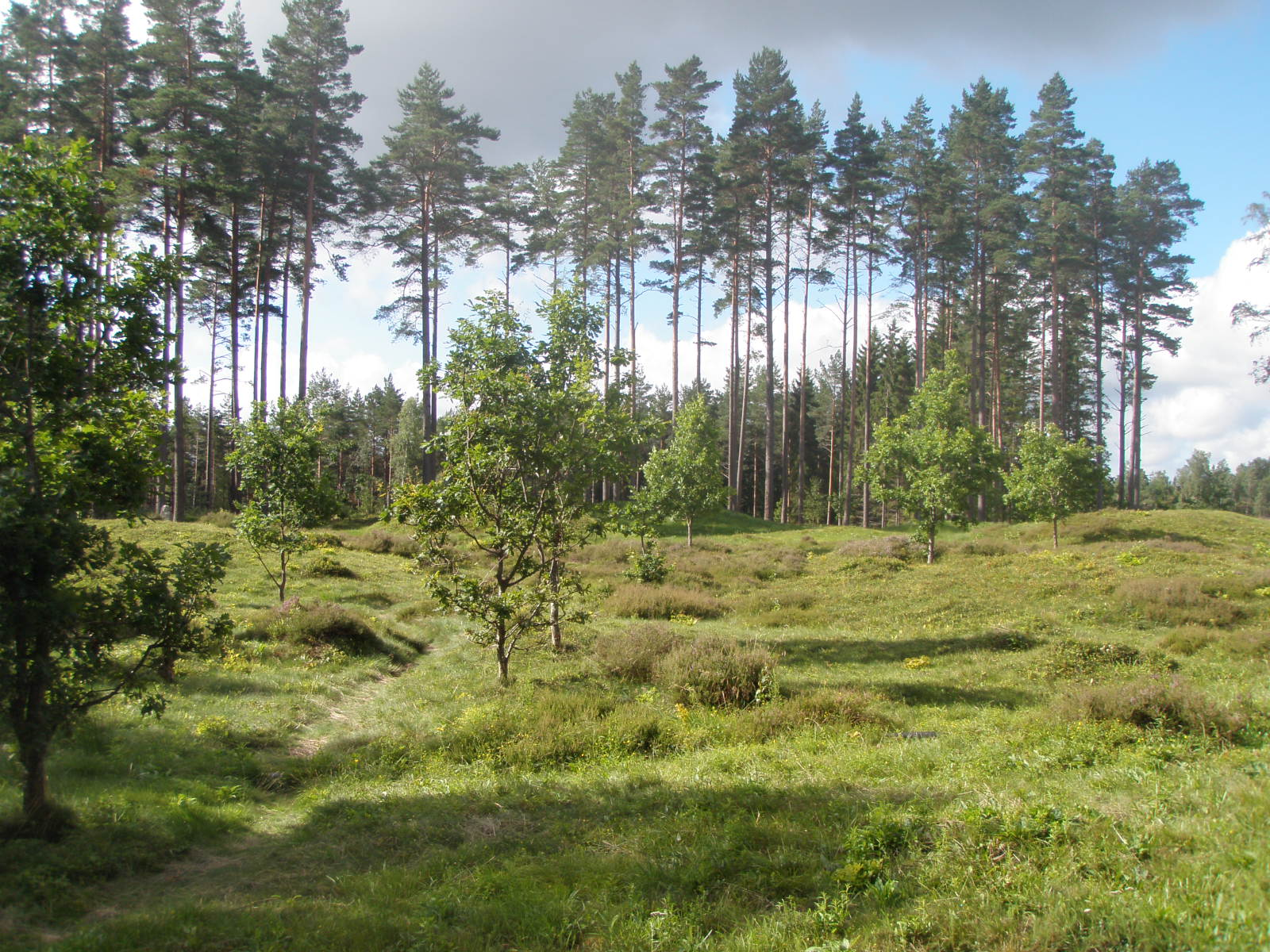
Die Grabhügel

Das Gräberfeld umfasst 45 vorzeitliche Monumente, darunter niedrige Rundhügel mit bis zu 20 Meter Durchmesser, Langhügel von 10 Meter Länge, einen Steinkreis, eine über 10 Meter lange, beschädigte Schiffssetzung (erhalten sind die Stevensteine und vier weitere Steine) und eine Steinreihe.
Die neun erhaltenen Menhire der Reihe (früher waren es elf oder mehr) sind der Höhe nach geordnet, zwischen 3,2 und 1,4 Meter hoch und stehen in zwei bis sechs Meter Abstand. Bautasteine in Reihen finden sich mitunter auch auf anderen Gräberfeldern in Bohuslän.